# Selbstbildnis (Leonardo da Vinci)
Das Porträt eines Mannes ist eine um 1512 datierte Zeichnung im Bestand der Biblioteca Reale in Turin. Sie wird gewöhnlich als ein Selbstbildnis des italienischen Renaissancekünstlers Leonardo da Vinci (1452–1519) bezeichnet. Ob es sich jedoch bei dem Werk um ein Selbstporträt handelt, ist stark umstritten.
Das Porträt ist eine häufig reproduzierte Zeichnung und findet vor allem Verwendung zur Darstellung der Person Leonardo da Vincis als Künstler, Renaissancemensch und Universalgenie.

## Beschreibung
Das Porträt ist in Rötel auf Karton ausgeführt. Es zeigt den Kopf eines älteren Mannes im Viertelprofil; das Gesicht ist leicht aus der Frontalansicht gedreht. Die dargestellte Person ist durch ihre langen Haare und einen langen, wehenden Bart gekennzeichnet, der über die Schulter auf die Brust fällt. Die Länge der Haare und des Barts ist ungewöhnlich für die Porträtmalerei der Hochrenaissance.
Die Person hat eine etwas gebogene Nase und ist von tiefen Falten auf der Stirn und Tränensäcken unter den Augen gezeichnet. Es scheint, als ob der Mann seine oberen Schneidezähne verloren hat, so dass das Philtrum, die Vertiefung zwischen Nase und Oberlippe, eingefallen ist. Die Augen der Person richten sich nicht auf den Betrachter, sondern blicken, etwas verschleiert durch die langen Augenbrauen, an ihm vorbei.
Das Werk ist in feinen Linien gezeichnet. Schatten wurden durch Schraffuren gesetzt, die offenbar mit einer linken Hand ausgeführt wurden. Leonardo war ausgeprägter Linkshänder.
Das Papier hat bräunliche Flecken durch feuchtigkeitsbedingte Ansammlung von Eisensalzen. In der Biblioteca Reale ist die Zeichnung aufgrund ihrer Empfindlichkeit und ihres schlechten Zustands im Allgemeinen nicht der Öffentlichkeit zugänglich.

## Geschichte und Kontroverse
Ob es sich bei dem Werk tatsächlich um ein Selbstporträt handelt, wird von Kritikern kontrovers diskutiert. Die Identität der dargestellten Person ist zweifelhaft und die Urheberschaft ist nicht gesichert.

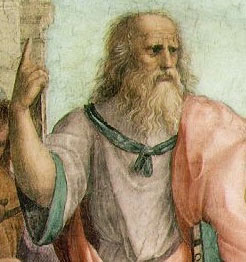
Darstellung des Platon, verkörpert durch Leonardo da Vinci, auf dem Fresko „Die Schule von Athen“, Raffael, um 1510.

Die Zeichnung wurde der Öffentlichkeit erst im 19. Jahrhundert bekannt. Die meisten Zeichnungen aus dem Nachlass Leonardo da Vincis wurden nach dessen Tod von seinem Schüler und Erben Francesco Melzi (um 1491/92 – um 1570) in seiner Villa bei Vaprio d’Adda verwahrt. Sein Sohn Orazio Melzi erbte die Unterlagen im Jahr 1570. Die Blätter wurden verkauft und das wertvolle Material wurde verstreut.
Im Jahr 1840 erwarb Herzog Karl Albert von Savoyen das Werk von einem Sammler. Zu diesem Zeitpunkt wurde die Zeichnung bereits als „Selbstbildnis des Leonardo da Vinci“ bezeichnet. Der Titel fußt auf der offensichtlichen Ähnlichkeit des Dargestellten mit der Figur des Platon, verkörpert durch Leonardo da Vinci, auf dem Fresko Raffaels (1483–1520) „Die Schule von Athen“. Aus der Sammlung des Hauses Savoyen gelangte es in den Bestand der Biblioteca Reale.
Ein häufiger Einwand ist, dass die Zeichnung einen Mann in einem erheblich höheren Lebensalter abbildet; der Künstler selbst starb 1519 im Alter von 67 Jahren. Dagegen wird behauptet, dass Zeitzeugen berichteten, der Künstler sei in seinen letzten Lebensjahren stark gealtert. Es wird angenommen, dass er in seinen letzten Lebensjahren an den Folgen eines Schlaganfalls litt, einer rechtsseitigen Hemiparese.
Andere Thesen besagen, es handele sich weniger um ein Selbstbildnis, sondern mehr um eine „Selbstkarikatur“. Es wird auch vermutet, dass die Person Leonardos Vater darstellt, den Advokaten Piero da Vinci (1427− um 1504).
Der deutsche Kunsthistoriker Hans Ost schrieb das Werk im Jahr 1980 dem italienischen Maler und Radierer Giuseppe Bossi (1777–1815) zu.

## Weitere Leonardo-Abbildungen
Weitere, zu Leonardos Lebzeiten angefertigte Porträts werden anderen Künstlern zugeschrieben, zum Beispiel ein Profilporträt der Royal Collection in Windsor Castle seinem Schüler Francesco Melzi.
Vermutlich existieren weitere Abbildungen von Leonardo, die ihn als Jugendlichen oder junger Mann zeigen. Dazu gehört die vor 1476 angefertigte „Statue des David“  des Malers und Bildhauers Andrea del Verrocchio (1435/36–1488). Leonardo erhielt seine künstlerische Ausbildung, etwa von 1470 bis 1477, als Schüler Verrocchios in Florenz. Denkbar ist, dass Verrocchio seinen jungen Schüler als Modell des David nahm.
Leonardo da Vinci selbst begann um 1481 mit dem Entwurf des Gemäldes „Die Anbetung der Könige“. Das Bild blieb unvollendet. Einige Kritiker vermuten, dass eine Figur am rechten unteren Bildrand Leonardo darstellt. Die Darstellung hat jedoch nicht den Charakter eines eigenständigen Porträts.
Wenn die Zeichnung der Biblioteca Reale authentisch ist, bleibt sie somit das einzige Selbstporträt Leonardos.

Mögliche zeitgenössische Porträts
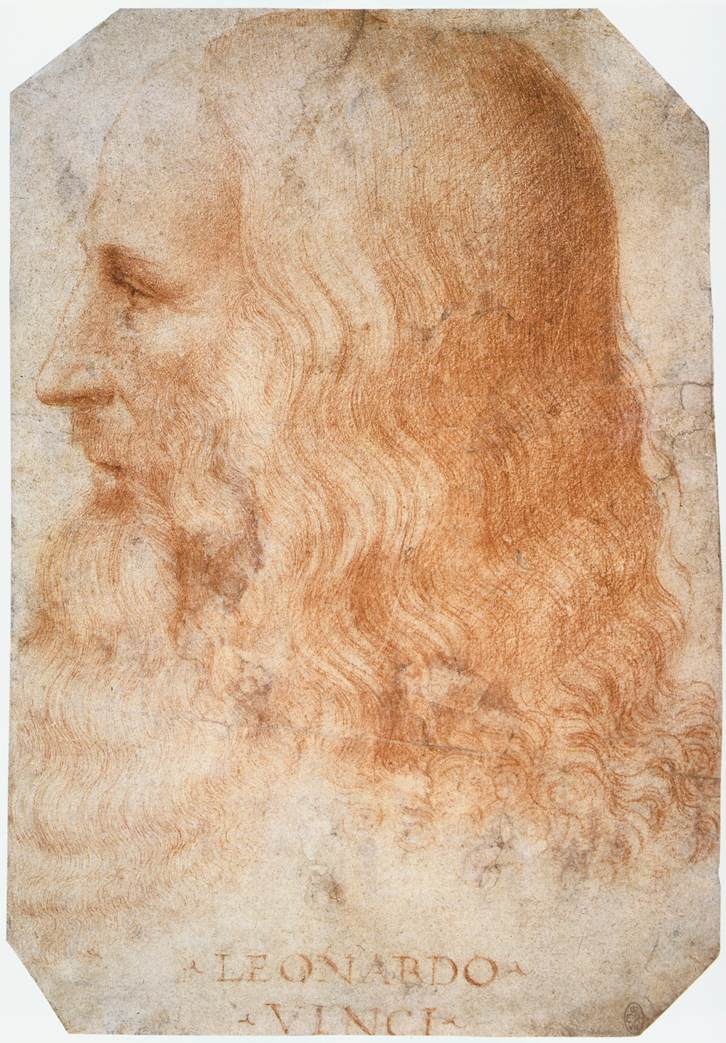
„Porträt des Leonardo da Vinci“, Francesco Melzi
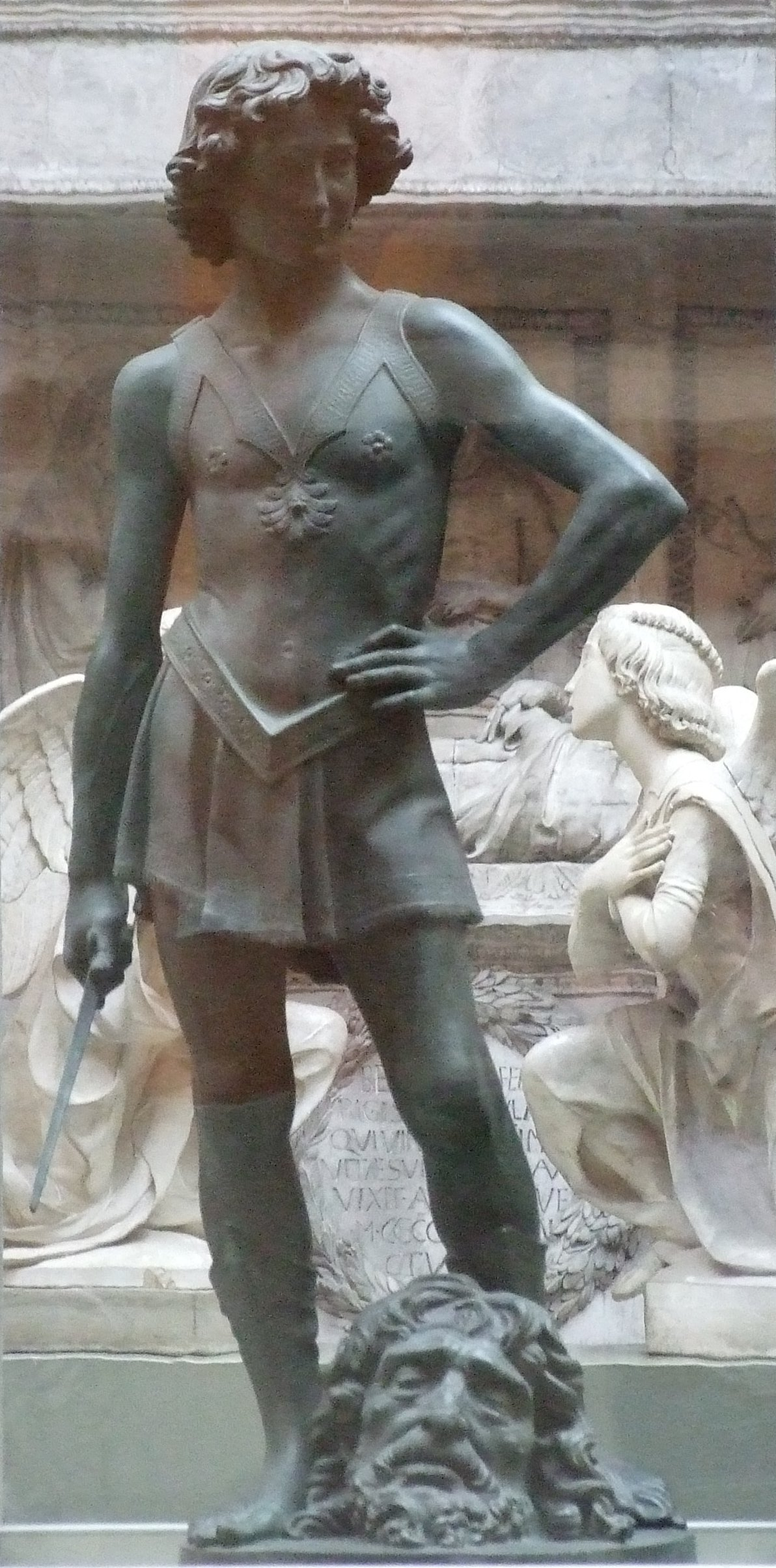
„Statue des David“, Andrea del Verrocchio
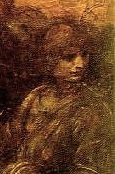
„Die Anbetung der Könige aus dem Morgenland“ (Detail), Leonardo da Vinci